# Phare d'Arica
Le phare d'Arica (en espagnol : Faro Molo de Abrigo de Arica) est un phare actif situé sur le brise-lames sud du port d'Arica (Province d'Arica), dans la Région d'Arica et Parinacota au Chili.
Il est géré par le Service hydrographique et océanographique de la marine chilienne.

## Description
Ce phare est un tourelle métallique cylindrique, avec une lanterne de 12 m de haut. La tour est peinte en rouge. Il émet, à une hauteur focale de 20 m, un bref éclat rouge de 0.3 seconde par période de 5 secondes. Sa portée est de 14 milles nautiques (environ 26 km). 
Il est doté d'un Système d'identification automatique (AIS).
Identifiant : ARLHS : CHI-059 - Amirauté : G1386 - NGA : 111-1020 .

## Caractéristique dufeu maritime
Fréquence : 5 secondes (R)
- Lumière : 0.3 seconde
- Obscurité : 4.7 secondes